# Warm Math
Warm Math — музыкальный альбом из 13 композиций электронного дуэта «Ёлочные игрушки» (ЁИ/EU), в который входили Илья Барамия и Александр Зайцев. Альбом был выпущен в Великобритании в 2002 году, а в России — в 2006 году.

## История

### Оригинальное издание
Первоначально альбом был выпущен в Великобритании лейблом «PAUSE_2 Recordings» 1 ноября 2002 года в формате CD, а в декабре на виниле. Оригинальный дизайн выполнил Адеш Деосаран (англ. Adesh Deosaran).
Альбом был встречен с восторгом со стороны таких британских изданий, как The Face, The Wire, NME.

### Переиздание в России
7 марта 2006 года дуэт презентовал альбом «Warm Math» («Тёплая математика») в московском клубе «Ikra», где выступили также со Стасом Барецким и в составе 2H Company (ЁИ, Михаил Феничев, Михаил Ильин). Альбом был выпущен в России лейблом «Лёгкие», который является дочерней компанией лейбла «Снегири». Также альбом доступен на сервисах «Яндекс.Музыка» и Apple Music.
Обычно подобная музыка имеет холодное механистичное звучание, а мы хотели сделать как раз наоборот — отсюда и название. А красота ниоткуда не берется — это ощущение, которое рождается внутри человека и которое он может передать другим разными способами — стихи, живопись, танец, музыка, рассказ... программа, математическая формула…Илья Барамия
“Warm Math” — я предложил это название, когда ясно сформулировал идею этого альбома. Мы записывали его в то время, когда все увлекались "технической" и "экспериментальной" стороной творчества, музыка трещала, щёлкала, жужжала, ей катастрофически не хватало мелодии. Поэтому электронику обвиняли в холодности, "машинности", говорили, что на компьютерах можно делать только мёртвую цифровую музыку без души. Мы знали, что это не так, что компьютерная музыка может быть тёплой, живой, что "цифра" может звучать органично. Поэтому и решили записать этот альбом.Александр Зайцев
В том же 2006 году на лейбле Снегири был выпущен альбом-коллаборация «Дикие ёлочные игрушки».

## Список композиций
| №   | Название       | Длительность |
| --- | -------------- | ------------ |
| 1.  | «Retro»        | 5:12         |
| 2.  | «Gerp»         | 4:58         |
| 3.  | «Rilly»        | 4:21         |
| 4.  | «Said»         | 5:04         |
| 5.  | «Chorus»       | 4:25         |
| 6.  | «Salva»        | 6:39         |
| 7.  | «Puerto»       | 5:25         |
| 8.  | «Sm»           | 5:03         |
| 9.  | «JJ3»          | 3:48         |
| 10. | «Secret Track» | 4:22         |
| 11. | «North»        | 4:02         |
| 12. | «Eusday»       | 3:59         |
| 13. | «Gerpient»     | 2:49         |

## Критика
Александр Мурзак с сайта «Звуки.ру» описал альбом так: «Скрупулёзный математический расчёт с применением цифровой и аналоговой техники вылился в итоге в футуристический коллаж с лёгким налётом сентиментального синтетического ретро». Мурзак также предупреждал, что, несмотря на название и успех за рубежом, релиз не подарит российской аудитории неслыханную звуковую феерию: «Распираемому догадками слушателю, прикупившему альбом, предстоит столкнуться с весьма однотипной музыкальной программой, состоящей из тягучего down-tempo с кисловатым привкусом IDM с примесью терменвоксовского хладагента и эмбиентного отчуждения. Общее настроение пластинки оптимизма не вызывает — все краски приглушены и на удивление маловыразительны, а осенне-дождливые интонации дают установку на тотальное погружение в анабиоз, убаюкивая и расслабляя нервную систему. „Тёплая математика“ — не кажется тёплой, наоборот, — звучание альбома пронизывает какой-то неземной вселенский холод, от которого хочется укутаться в тёплое одеяло и выпить горячего чая с доброй примесью алкоголя».
Это похоже на одну большую космическую пьесу без начала и конца: красивую, в меру концептуальную, но всё же без столь необходимой изюминки. <...> Диск, безусловно, не разочаровал, но и сюрпризов не принёс.Александр Мурзак